# Miroslav Dubovický
Miroslav Dubovický (* 1. října 1991 Litoměřice) je český model, trenér a bývalý kickboxer.

## Kariéra

### Kickbox
S bojovými sporty začal v 11 letech. Přes karate a taekwondo se dostal ke kickboxu, kde začínal v light contactu a postupně přitvrzoval, až skončil v K-1 zápasech. Jak v light contactu, tak ve full kontaktních disciplínách vyhrál tituly vicemistra světa a Evropy.[zdroj?]

### Modeling
Ve 22 letech kromě své sportovní kariéry začal pracovat jako model. V roce 2016 se zúčastnil modelingové soutěže Muž roku, kde skončil na 3. místě. O rok později získal titul Czech Mister Universe 2017 a reprezentoval Českou republiku v soutěži Mister Universe 2017 v Dominikánské republice, kde získal titul nejkrásnější tělo Evropy a druhé nejkrásnější tělo světa. Mimo jiné vyhrál i cenu za nejhezčí tvář v této modelingové soutěži (the best face of the Mister Universe Model 2017).

## Osobní život
Dubovický pochází z Litoměřic a žije v Praze. Vystudoval Fakultu tělesné výchovy a sportu na Univerzitě Karlově v Praze.
Od roku 2019 byla jeho partnerkou modelka Veronika Kopřivová. V květnu 2021 se jim narodila dcera Ella. V únoru 2022 se dvojice zasnoubila, ale o rok později oznámila modelka jejich rozchod.

## Umístění v soutěžích
- 2010: Mistrovství světa v kickboxu (ISKA) Španělsko – 2. místo lightcontact
- 2010: Mistrovství České republiky v kickboxu – 2. místo lowkick muži 60 kg
- 2011: Mistrovství světa v kickboxu (WKA) Karlsruhe 2011 – 3. místo K1 muži 65 kg
- 2012: German Open – 1. místo lowkick muži 75 kg
- 2012: Mistrovství České republiky v kickboxu Lovosice – 2. místo lowkick 63,5 kg
- 2012: Mistrovství světa v kickboxu (WKF) Chorvatsko – 2. místo lowkick 63,5 kg
- 2013: Mistrovství Evropy v kickboxu (WKF) – 2. místo lightcontact 71 kg
- 2013: Mistrovství Evropy v kickboxu (WKF) – 3. místo lowkick 71 kg
- 2017: Mister Universe – The best body in Europe
- 2017: Mister Universe – The best face of the Mister Universe Model